# Liste der Nummer-eins-Hits in Deutschland (1956)
Diese Liste enthält alle Nummer-eins-Hits in Deutschland im Jahr 1956 gemäß der Zeitschrift Der Automatenmarkt. Sie ermittelte monatlich die beliebtesten Singles in den Jukeboxen. Es gab in diesem Jahr fünf Nummer-eins-Singles.
Siehe auch: Liste der Automatenmarkt-Chartsongs (1956)
| ← 1955 ← | Liste der Nummer-eins-Hits in Deutschland | Liste der Nummer-eins-Hits in Deutschland | Liste der Nummer-eins-Hits in Deutschland                                                                             | 1957 → |
| \| Zeitraum \| Mt. ges. \| Interpret \| Titel Autor(en) \| Zusätzliche Informationen \| \| (Zeitraum, Monate auf Platz eins, Interpret, Titel, Autor[en], zusätzliche Informationen) \| \| \| \| \| \| ----------------------------------------------------------------------------------------- \| -------- \| ----------------------- \| --------------------------------------------------------------------------------------------------------------------- \| --------------------------------------------------------------------------------------------------------------------------------------------------------------------------------------------------------- \| \| Januar 1956 – Februar 1956 2 Monate \| 2 \| Bill Haley & His Comets \| Rock Around the Clock Jimmy De Knight, Max C. Freedman \| Die erste englischsprachige Nummer eins der deutschen Charts machte 1955/56 international die Runde auf dem Spitzenplatz. \| \| März 1956 1 Monat (insgesamt 2) \| 2 \| Lys Assia \| Arrivederci, Roma Musik: Renato Ranucci; Originaltext: Pietro Garinei, Sandro Giovannini; deutscher Text: Will Glando \| – \| \| April 1956 – Mai 1956 2 Monate \| 2 \| Club Indonesia \| Steig in das Traumboot der Liebe Musik: Heinz Gietz; Text: Kurt Feltz \| Nachdem die Geschwister Catarina und Silvio Francesco Valente im Vorjahr jeweils eine Solo-Nummer-eins hatten, gelingt ihnen mit dem Club-Pseudonym ihre erste gemeinsame Topplatzierung. \| \| Juni 1956 – Oktober 1956 5 Monate \| 5 \| Freddy \| Heimweh Musik: Terry Gilkyson, Richard Dehr, Frank Miller; deutscher Text: Ernst Bader, Dieter Rasch \| Der erste Hit von Freddy Quinn war auch sein größter Erfolg und nicht nur der Hit des Jahres, sondern mit geschätzt 8 Millionen verkauften Platten einer der erfolgreichsten deutschen Schlager überhaupt \| \| November 1956 – Dezember 1956 2 Monate \| 2 \| Die Sieben Raben \| Smoky Musik: Heinz Gietz; Text: Kurt Feltz \| Als Teil von Zehn Whiskys und ein Soda waren die vier männlichen Mitglieder der Gruppe zwei Jahre zuvor schon an der ersten Nummer eins der deutschen Charts beteiligt gewesen. \| |                                           |                                           | | |
| ← 1955 |                                           |                                           | | → 1957 → |
| Zeitraum | Mt. ges.                                  | Interpret                                 | Titel Autor(en) | Zusätzliche Informationen |
| (Zeitraum, Monate auf Platz eins, Interpret, Titel, Autor[en], zusätzliche Informationen) |                                           |                                           | | |
| Januar 1956 – Februar 1956 2 Monate | 2                                         | Bill Haley & His Comets                   | Rock Around the Clock Jimmy De Knight, Max C. Freedman                                                                | Die erste englischsprachige Nummer eins der deutschen Charts machte 1955/56 international die Runde auf dem Spitzenplatz.                                                                                 |
| März 1956 1 Monat (insgesamt 2) | 2                                         | Lys Assia                                 | Arrivederci, Roma Musik: Renato Ranucci; Originaltext: Pietro Garinei, Sandro Giovannini; deutscher Text: Will Glando | – |
| April 1956 – Mai 1956 2 Monate | 2                                         | Club Indonesia                            | Steig in das Traumboot der Liebe Musik: Heinz Gietz; Text: Kurt Feltz                                                 | Nachdem die Geschwister Catarina und Silvio Francesco Valente im Vorjahr jeweils eine Solo-Nummer-eins hatten, gelingt ihnen mit dem Club-Pseudonym ihre erste gemeinsame Topplatzierung.                 |
| Juni 1956 – Oktober 1956 5 Monate | 5                                         | Freddy                                    | Heimweh Musik: Terry Gilkyson, Richard Dehr, Frank Miller; deutscher Text: Ernst Bader, Dieter Rasch                  | Der erste Hit von Freddy Quinn war auch sein größter Erfolg und nicht nur der Hit des Jahres, sondern mit geschätzt 8 Millionen verkauften Platten einer der erfolgreichsten deutschen Schlager überhaupt |
| November 1956 – Dezember 1956 2 Monate | 2                                         | Die Sieben Raben                          | Smoky Musik: Heinz Gietz; Text: Kurt Feltz                                                                            | Als Teil von Zehn Whiskys und ein Soda waren die vier männlichen Mitglieder der Gruppe zwei Jahre zuvor schon an der ersten Nummer eins der deutschen Charts beteiligt gewesen.                           |